# Trinitat i Tobago
Trinitat i Tobago (segons l'IEC, Trinidad i Tobago), oficialment en anglès Republic of Trinidad and Tobago, és el país insular més al sud del Carib. Formada per les illes principals Trinitat i Tobago i nombroses illes molt més petites, està situada 11 quilòmetres de la costa del nord-est de Veneçuela i 130 quilòmetres al sud de Grenada. Comparteix límits marítims amb Barbados a l'est, Granada al nord-oest, Saint Vincent i les Granadines al nord i Veneçuela al sud i oest. Trinitat i Tobago es considera generalment part de les Índies Occidentals. La capital del país insular és Port of Spain, mentre que la seva ciutat més gran i poblada és San Fernando.
L'illa de Trinitat va ser habitada durant segles per pobles indígenes abans de convertir-se en una colònia de l'Imperi espanyol, després de l'arribada de Cristòfor Colom, el 1498. El governador espanyol José María Chacón va lliurar l'illa a una flota britànica sota el comandament de Sir Ralph Abercromby el 1797. Trinitat i Tobago van ser cedits a la Gran Bretanya el 1802 sota el Tractat d'Amiens com a estats separats i unificats el 1889. Trinitat i Tobago va obtenir la independència el 1962, convertint-se en república el 1976.
Trinitat i Tobago té el cinquè PIB per càpita més alt segons la paritat del poder adquisitiu (PPA) a les Amèriques per a un estat sobirà després dels Estats Units, Canadà, les Bahames i Guyana a partir del 2022. És reconeguda pel Banc Mundial com una economia d'ingressos elevats. A diferència de la majoria de nacions i territoris del Carib, que depenen molt del turisme, l'economia és principalment industrial amb un èmfasi en el petroli i la petroquímica; gran part de la riquesa de la nació es deriva de les seves grans reserves de petroli i gas natural.
Trinitat i Tobago és coneguda per les seves cultures africana i índia, que es reflecteixen en les seves grans i famoses celebracions del Carnaval, Divali i Hosay, a més de ser el bressol de l'instrument musical steeldrum, la dansa del limbo i estils musicals com el calipso, la soca, el rapso, el parang i el chutney.

## Toponímia
L'historiador Edward Lanzer Joseph va afirmar que el nom indígena de Trinitat era Cairi o "Terra del colibrí", derivat del nom arawak del colibrí, ierèttê o yerettê. No obstant això, altres autors disputen aquesta etimologia amb alguns que afirmen que cairi no vol dir colibrí (se suggereix tukusi o tucuchi com a paraula correcta) i alguns afirmen que kairi, o iere, simplement vol dir illa. Cristòfor Colom la va rebatejar com "La Isla de la Trinidad" ("L'illa de la [Santíssima] Trinitat"), complint un vot fet abans d'emprendre el seu tercer viatge d'exploració. La forma semblant a un cigar de Tobago, o l'ús del tabac per part dels autòctons, pot haver-li donat el seu nom espanyol (cabaco, tavaco, tabac) i possiblement alguns dels seus altres noms indígenes, com ara Aloubaéra (concha negra) i Urupaina (gran caragol), encara que la pronunciació anglesa és /təˈbeɪɡoʊ/. Els indotrinites anomenaven l'illa Chinidat o Chinidad que es traduïa a la terra del sucre. L'ús del terme es remunta al segle xix, quan els reclutadors a l'Índia anomenaven l'illa Chinidat com una forma d'atreure els treballadors a les plantacions de sucre.

## Història
Inicialment, l'illa estava poblada per caribs i arawaks. Cristòfol Colom, en el seu tercer viatge, va descobrir el 31 de juliol de 1498 l'illa de Trinitat, i després, l'illa de Tobago. Durant el segle xvi i el segle xviii, l'illa de Trinitat va formar part de la província de Guayana, adscrita a la capitania general de Veneçuela o capitania de Caracas, dins del virregnat de Nova Granada. A l'illa hi havia la capital de la província, la ciutat de San José de Oruña. Per la seua banda, l'illa de Tobago va estar sota domini francès des del 1650. En 1814, Tobago va quedar sota el poder britànic, mentre que, en el curs dels conflictes napoleònics, Espanya va perdre Trinitat a favor d'Anglaterra en 1802, a causa del Tractat d'Amiens. Tobago va formar part de les Colònia de les Illes de Sobrevent, però en 1889 va quedar associada a Trinitat.
En 1958, les illes van formar, juntament amb altres colònies britàniques del Carib, la Federació de les Índies Occidentals. Amb la formació del Moviment Nacional del Poble (MNP), encapçalat per Eric Eustace Williams, es va iniciar el moviment independentista, que va culminar el 31 d'agost de 1962. l'Illa de Trinitat va formar una unió amb Tobago per convertir-se en l'estat de Trinitat i Tobago. El moviment de Williams va triomfar en les eleccions de 1966. En 1970 va plantar cara a una rebel·lió dirigida per una organització anomenada Poder Negre, que va causar una aguda crisi econòmica i social, i va obligar a declarar l'estat d'emergència.
Cap a 1973, malgrat l'augment de les exportacions de petroli, l'economia no va millorar, cosa que va generar inflació i atur. En 1976 es va proclamar la república (com algunes antigues colònies britàniques, Trinitat i Tobago havia mantingut el monarca britànic com a cap d'estat), però va continuar com a membre de la Commonwealth. Williams va morir en 1981 i el va succeir George Chambers.
En les eleccions de 1986 va vèncer una coalició opositora al MNP, l'Aliança Nacional per a la Reconstrucció (ANR), liderada per Arthur Robinson, que va accedir al càrrec de primer ministre. El 27 de juliol de 1990, 114 membres de l'organització Jamaat al Muslimeen, encapçalats per Yasin Abu Bakr i Bilaal Abdullah, van protagonitzar un intent de cop d'estat. Alguns van entrar al Parlament i durant sis dies van tenir segrestats el primer ministre, Arthur Robinson, i la majoria de membres del seu govern. En 1991, el MNP va tornar al poder amb Patrick Manning. En 1995, el Congrés Nacional Unit (CNU) va nomenar com a primer ministre Basdeo Panday, que va revalidar el mandat en el 2000, en guanyar les eleccions, però l'oposició de Robinson, en aquell temps president del país, va nomenar Manning com a primer ministre. El març de 2003, George Maxwell Richards va assumir la presidència.

## Política
El cap d'estat de Trinitat i Tobago és el president, actualment el professor emèrit George Maxwell Richards. El president és triat per un col·legi electoral integrat pels membres de les dues cambres del Parlament. El Parlament està format per dues cambres, el Senat (31 escons) i la Cambra de Representants (36 escons). Els membres del Senat són nomenats pel president. Els 16 senadors del govern són nomenats a proposta del primer ministre; els 6 senadors de l'oposició, a proposta del líder de l'oposició, i els 9 senadors independents, que representen els altres sectors de la societat civil, són nomenats pel president. Els 36 membres de la Cambra de Representants són elegits pel poble per a un màxim de cinc anys.
El primer ministre és nomenat pel president, que escull la persona que en la seua opinió té més suport a la Cambra de Representants. Generalment, el càrrec l'ha ocupat el líder del partit que més escons ha obtingut en l'elecció prèvia, excepte en el cas de les eleccions generals de 2001.
Des del 4 de desembre de 2001, el partit governant és el Moviment Nacional Popular, liderat per Patrick Manning. El partit de l'oposició és el Congrés Nacional Unit, encapçalat per Basdeo Panday.
Trinitat i Tobago és un membre actiu de la Comunitat del Carib (CARICOM).

## Organització territorial

Mapa polític de Trinidad i Tobago

La divisió administrativa de Trinitat i Tobago consta de set parròquies, tres municipalitats i un districte: Arima, Caroni, Mayaro, Nariva, Port of Spain, Saint Andrew, Saint David, Saint George, Saint Patrick, San Fernando, Tobago i Victòria.

## Economia
Trinitat i Tobago s'ha guanyat una gran reputació com a centre d'inversió per a les empreses internacionals. En els últims quatre anys, el sector del gas natural ha tingut un paper important, ja que ha experimentat un creixement sostingut. El turisme és un sector cada vegada més potent, encara que, proporcionalment, no és tan important com en altres illes del Carib. L'economia es beneficia de la baixa inflació i de la gran activitat comercial. L'any 2002, el sector del petroli va tenir un fort creixement, que, en part, va compensar la incertesa generada per la política interna.

## Demografia
Els dos grups ètnics predominants són els indotrinitaris, descendents de treballadors procedents de l'Índia (40,3% de la població), i els afrotrinitaris, que descendeixen d'esclaus africans (39,5%). Junts sumen al voltant del 79,8% de la població. Pel que fa a la resta, la majoria són persones d'origen mixt, amb petites minories d'europeus, xinesos, sirians-libanesos i caribs (descendents dels habitants indígenes, no reconeguts com a categoria diferenciada en el cens).
A Trinitat i Tobago es professen moltes religions. Les que tenen més fidels són el catolicisme i l'hinduisme, mentre que l'anglicanisme, l'islamisme, el presbiterianisme i el metodisme són minoritàries. Dues creences sincrètiques afrocaribenyes, els clamadors o baptistes espirituals i la fe orisha (abans anomenats shangós), estan entre els grups religiosos de més ràpid creixement. També el mormonisme s'hi ha estès des de mitjans dels 80.
L'anglès és la llengua oficial del país, tot i que alguns indotrinitaris parlen hindi, àmpliament usat en la música popular. L'idioma més parlat, l'anglès de Trinitat, és classificat com un dialecte de l'anglès o com un crioll anglès (crioll trinitari de l'anglès). L'idioma més parlat en Tobago és el crioll de l'anglès de Tobago. Totes dues llengües contenen elements africans. L'anglès de Trinitat també està influït pel francès i l'hindi. Aquestes llengües criolles, normalment només es parlen en situacions informals i no tenen un sistema normalitzat d'escriptura.
Encara que el francès crioll va ser la llengua més estesa en l'illa, avui se sent rarament. A causa de la situació de Trinitat en la costa de Sud-amèrica, el país lentament està desenvolupant una relació amb els pobles hispanoparlants, i, per tant, el govern exigeix que l'espanyol siga ensenyat en tots els centres de secundària, cosa que fa que aquest idioma guanye terreny dia a dia. En concret, el 2004 el govern va prendre la iniciativa Espanyol com a Primera Llengua Estrangera, iniciada en març de 2005. Les normatives del govern requereixen ara que l'espanyol s'ensenye a tots els estudiants d'ensenyament secundari, i que, en un termini de cinc anys (cap a 2010), el 30% dels empleats públics siguen competents en aquest idioma.

## Drets humans
Amnistia Internacional denuncia tortures i judicis qüestionables a Trinitat i Tobago. Hi ha diversos casos d'aplicació incorrecta de la pena de mort. L'homosexualitat no és legal a Trinidad i Tobago, i és penalitzada amb empresonament. L'article 8 (18/1) de la llei d'immigració prohibeix l'entrada en el país als homosexuals.

## Celebritats
- Ato Boldon, atleta.
- Stokely Carmichael, activista polític.
- Nicki Minaj, cantant.